# Patania balteata
Patania balteata là một loài bướm đêm thuộc họ Crambidae. It is found across Nam Âu, Châu Phi và châu Á, bao gồm Nhật Bản, Hàn Quốc, Réunion, Madagascar, Đài Loan, Thái Lan, Thổ Nhĩ Kỳ và Ukraina, cũng như New South Wales và Queensland. There is also an old record from Hawaii.
Sải cánh dài 25–32 mm. Ấu trùng ăn các loài Anacardium occidentale, Quercus serrata và Castanea.